# Lithacodia nigra
Lithacodia nigra är en fjärilsart som beskrevs av Barend J. Lempke 1966. Lithacodia nigra ingår i släktet Lithacodia och familjen nattflyn. Inga underarter finns listade i Catalogue of Life.